# ニコラス・フレイタス
ニコラス・フレイタス（Nicolás Freitas、1993年7月3日 - ）は、トップ14RCヴァンヌに所属するラグビーユニオン選手。

## プロフィール
- ウルグアイ・モンテビデオ出身。
- ポジションはセンター(CTB)。
- 身長 180cm、体重 90kg
- ウルグアイ代表キャップは51（2025年3月現在）でラグビーワールドカップ2019・ラグビーワールドカップ2023のウルグアイ代表に選ばれた[1][2]。

## 略歴
2017年、ハグアレスに加入。
2020年、ペニャロールに加入。
2022年、RCヴァンヌに加入。